# Lycenchelys imamurai
Lycenchelys imamurai es una especie de pez de la familia de los Zoarcidae en el orden de los perciformes.

## Morfología
Los machos pueden llegar a alcanzar los 15,5 cm de longitud total.

## Hábitat
Es un pez de mar y de aguas profundas que vive entre los 675-1.187 m de profundidad.

## Distribución geográfica
Se encuentra en el Pacífico sur oriental.